# Antrocephalus hackeri
Antrocephalus hackeri är en stekelart som först beskrevs av Girault 1913.  Antrocephalus hackeri ingår i släktet Antrocephalus och familjen bredlårsteklar. Inga underarter finns listade i Catalogue of Life.